# Champis, Ardèche
Champis är en kommun i departementet Ardèche i regionen Auvergne-Rhône-Alpes i sydöstra Frankrike. Kommunen ligger  i kantonen Saint-Péray som ligger i arrondissementet Tournon-sur-Rhône. År 2022 hade Champis 659 invånare.

## Befolkningsutveckling
Antalet invånare i kommunen Champis
Referens: INSEE

## Galleri

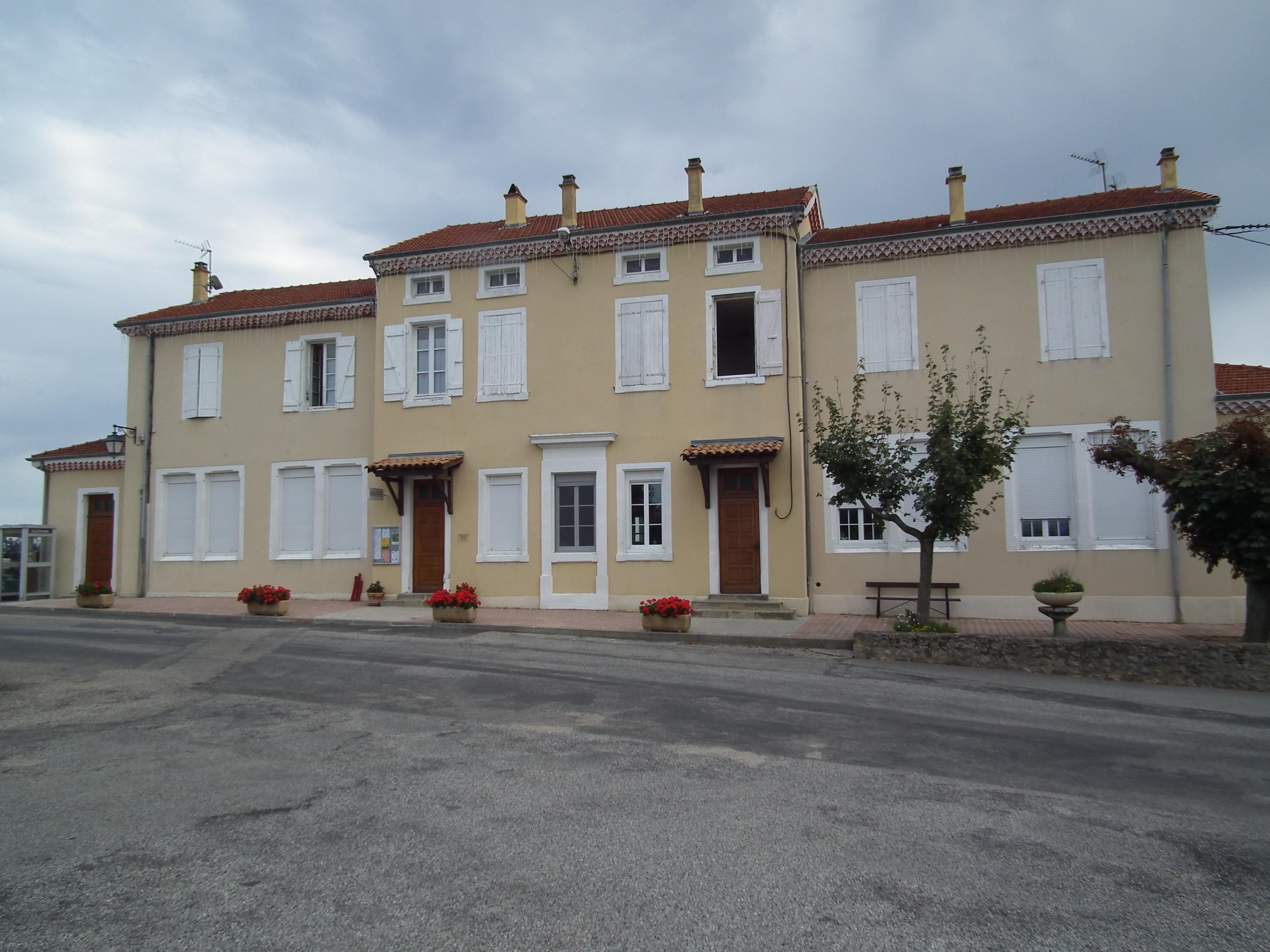
Rådhuset
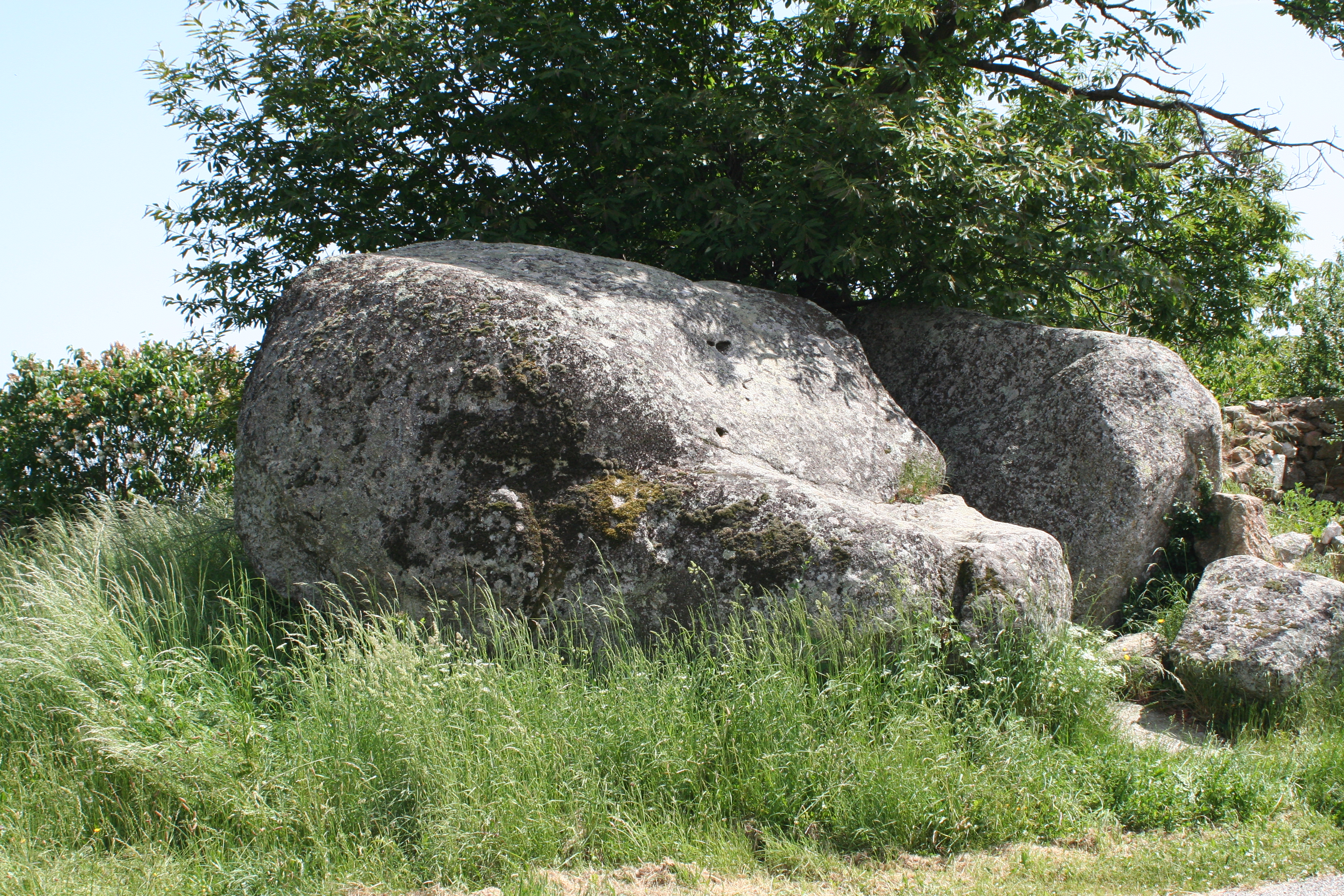
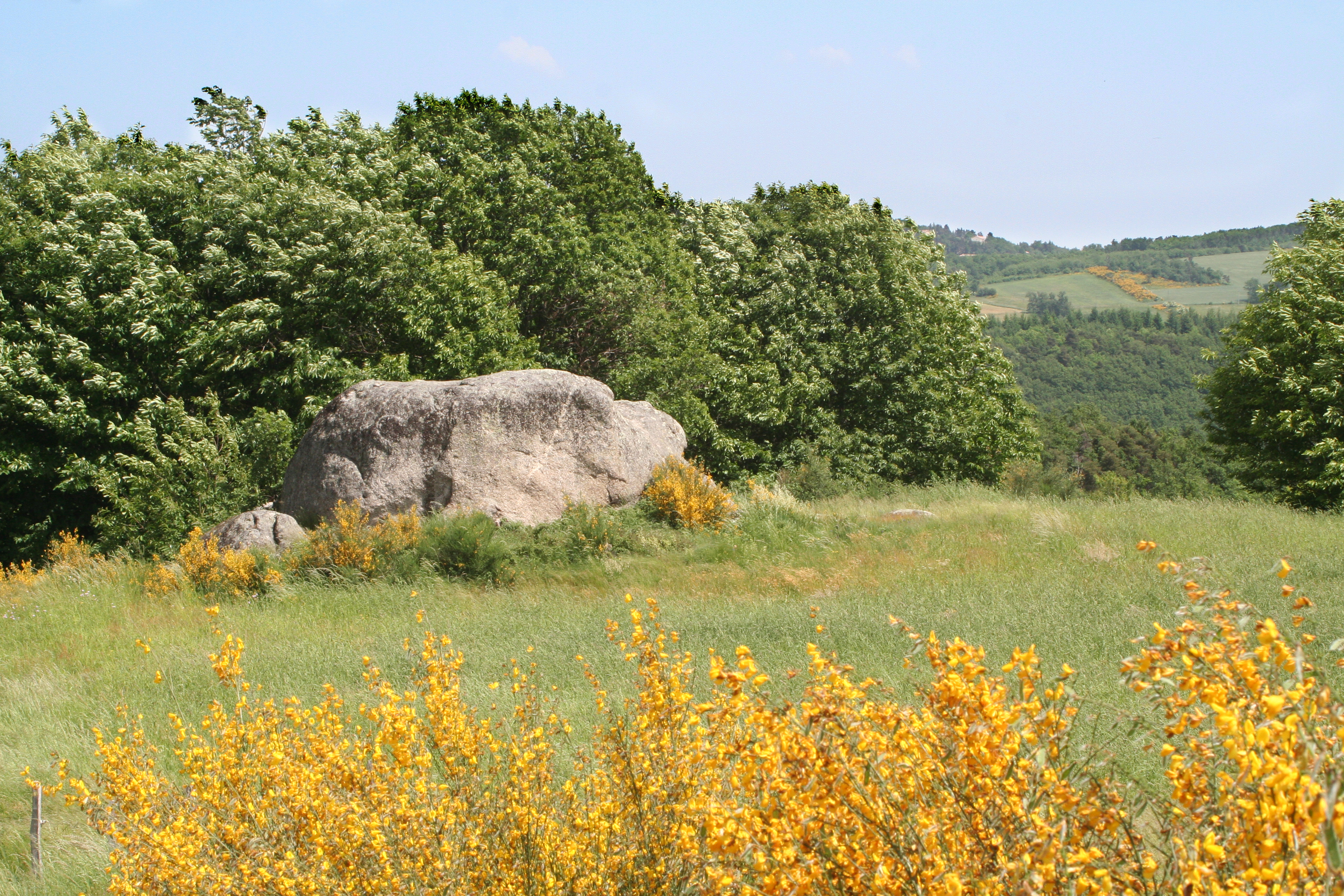
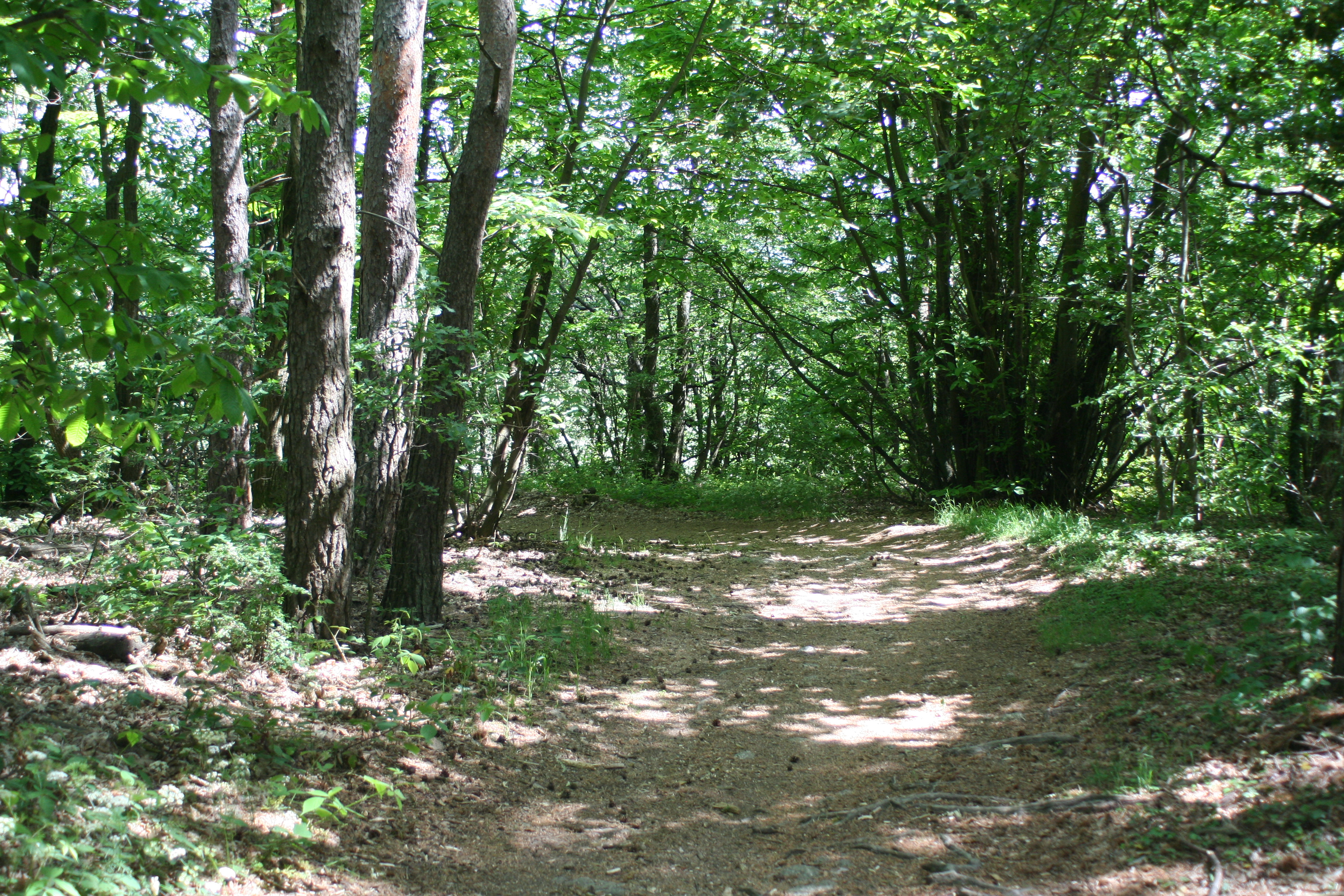